# Heterogamisca bifoveolata
Heterogamisca bifoveolata är en kackerlacksart som först beskrevs av Bolívar 1914.  Heterogamisca bifoveolata ingår i släktet Heterogamisca och familjen Polyphagidae. Inga underarter finns listade i Catalogue of Life.